# Platambus striatus
Platambus striatus là một loài bọ cánh cứng trong họ Bọ nước. Loài này được Zeng & Pu miêu tả khoa học năm 1992.